# Anosia bimana
Anosia bimana är en fjärilsart som beskrevs av Martin 1911. Anosia bimana ingår i släktet Anosia och familjen praktfjärilar. Inga underarter finns listade i Catalogue of Life.